# Elezioni comunali a Mosca del 1996
Le elezioni comunali a Mosca del 1996 si tennero il 16 giugno per l'elezione del sindaco.

## Risultati
| Candidati                    | Liste                                           | Voti      | %     |
| ---------------------------- | ----------------------------------------------- | --------- | ----- |
| Jurij Michajlovič Lužkov     | Indipendente (vicino a Nostra Casa Russia)      | 4.095.584 | 88,49 |
| Olga Sergeeva                | Indipendente                                    | 228.544   | 4,94  |
| Alexander Krasnov            | Partito dell'Intelligencija Scientifica-Tecnica | 153.389   | 3,31  |
| Vladimir Ivanovich Filonenko | Indipendente                                    | 11.982    | 0,26  |
| Nessun candidato             | Nessun candidato                                | 79.400    | 1,72  |
| Totale                       | Totale                                          | 4.568.899 |       |
| Voti non validi              | Voti non validi                                 |           | 1,28  |
| Totale                       | Totale                                          |           | 100   |